# 大冶碘泡虫
大冶碘泡虫（学名：Myxobolus tayehensis）为碘泡科碘泡虫属的动物。在中国，分布于湖北等，营寄生生活，寄生在鲩的胆囊以及乌鳢的肠。